# Rymławki
Rymławki (deutsch Rimlack) war ein Ort in der Woiwodschaft Ermland-Masuren in Polen. Seine Ortsstelle gehört zum Gebiet der Landgemeinde Górowo Iławeckie (Landsberg) im Powiat Bartoszycki (Kreis Bartenstein) – bis 1945 im Kreis Preußisch Eylau in Ostpreußen.

## Geographische Lage
Die Ortsstelle von Rymławki resp. Rimlack liegt vier Kilometer südlich der polnisch-russischen Staatsgrenze (EU-Außengrenze) im Nordwesten der Woiwodschaft Ermland-Masuren, 17 Kilometer westlich der früheren und heute auf russischem Gebiet gelegenen Kreisstadt Preußisch Eylau (russisch Bagrationowsk) bzw. 30 Kilometer nordwestlich der heutigen Kreismetropole Bartoszyce (deutsch Bartenstein).

## Geschichte
Um 1400 wurde das seinerzeitige Rymelauken, ein aus ein paar Höfen bestehender Ort, gegründet. Der Ortsname prußischer Herkunft bedeutet so viel wie „Feld des Ryme“ und änderte sich nach 1437 in Rumblauken, um 1785 in Rumlack, nach 1785 in Rimlaucken und vor 1820 in Rimlack.
Beim „Poleneinfall“ 1414 und auch im „Ständekrieg“ wurde Rimlack schwer in Mitleidenschaft gezogen, auch der „Ständekrieg“ verursachte große Schäden. 1491 wurde das Dorf an die Familie von Tettau verpfändet, wurde aber von Bischof Johannes von Riesenburg 1491 ausgelöst. 1501 fiel es an den Orden zurück. Im „Reiterkrieg“ 1520 wurde Rimlack vollständig zerstört und lag lange Zeit wüst. Nach Neubesiedlung wurde es 1563 an den Truchseß von Waldburg_Wildenhoff verliehen. Bei der Begüterung Wildenhoff (polnisch Dzikowo Iławeckie) blieb es bis 1820.
Im Jahre 1820 zählte Rimlack fünf Feuerstellen bei 38 Einwohnern. Nach Regulierung und Separation wuchs das Dorf, das 1846 genau 53 Einwohner aufwies.
Als 1874 der Amtsbezirk Wildenhoff (Dzikowo Iławeckie) im ostpreußischen Kreis Preußisch Eylau, Regierungsbezirk Königsberg, errichtet wurde, gehört die Landgemeinde Rimlack von Anfang an dazu. 1895 war das Dorf 197,30 Hektar groß, hatte sieben Wohngebäude bei 12 Haushalten und 73 Einwohnern. Im Jahre 1910 waren es 61 Einwohner.
Am 30. September 1928 gab Rimlack seine Eigenständigkeit auf und ließ sich in die Nachbargemeinde Quehnen (polnisch Kiwajny) eingliedern.
Am 18. Februar 1945 wurde Rimlack von Truppen der Roten Armee schwer zerstört und besetzt. Das Dorf erhielt die polnische Namensform „Rymławki“, wurde aber nicht langfristig besiedelt. Es verödete immer mehr und wird heute gar nicht mehr bewohnt. Es gibt keine Gebäude mehr im Ort, dessen Stelle heute im Gebiet der Gmina Górowo Iławeckie (Landgemeinde Landsberg) im Powiat Bartoszyce (Kreis Bartenstein) liegt, von 1975 bis 1998 der Woiwodschaft Allenstein, seither der Woiwodschaft Ermland-Masuren mit Sitz in Allenstein (Olsztyn) zugehörig. Rymławki gilt alsuntergegangen, wohl weil in Kiwajny aufgegangen.

## Religion
Rimlack war bis 1945 in das Kirchspiel der evangelischen Kirche Canditten (polnisch Kandyty) in der Kirchenprovinz Ostpreußen der Kirche der Altpreußischen Union eingepfarrt.
Die mehrheitlich römisch-katholische Einwohnerschaft Rymławkis gehört jetzt zur Pfarrei Kandyty im Erzbistum Ermland.

## Verkehr
Zur heute kaum noch wahrnehmbaren Ortsstelle von Rimlack bzw. Rymławki führen Landwegverbindungen sowobhl von Kiwajny (Quehnen) als auch von Augamy (Augam) aus.